# Tomaž Vesel
Tomaž Vesel (né le 30 juin 1967) est un avocat slovène qui est président de la Cour des comptes de 2013 à 2022. Il est auparavant vice-président de la Cour de 2004 à 2013.

## Carrière
Vesel est nommé à la Commission d'audit de l'État par l'Assemblée nationale le 22 décembre 1999. Il est élu premier vice-président de la Cour des comptes à la fin de l'année 2003. Il est premier vice-président de 2004 à février 2013 et, en avril 2013, il est nommé par le président Borut Pahor président de la Cour, succédant à Igor Šoltes. Il est élu pour un mandat de 9 ans par l'Assemblée nationale contre Nataša Prah, avec 62 voix pour et cinq contre. En 2022, il est remplacé à la présidence par Jana Ahčin.
En août 2016, Vesel est nommé président du comité d'audit indépendant de la FIFA, succédant à Domenico Scala. En avril 2024, il est annoncé comme candidat du président du gouvernement Robert Golob pour être le prochain commissaire européen du pays. Sa candidature reçoit le soutien du Mouvement pour la liberté et des Sociaux-démocrates. Il retire sa candidature le 6 septembre 2024, citant des différences de visions avec Ursula von der Leyen et sa demande parité parmi les candidats.